# Villa Andreae

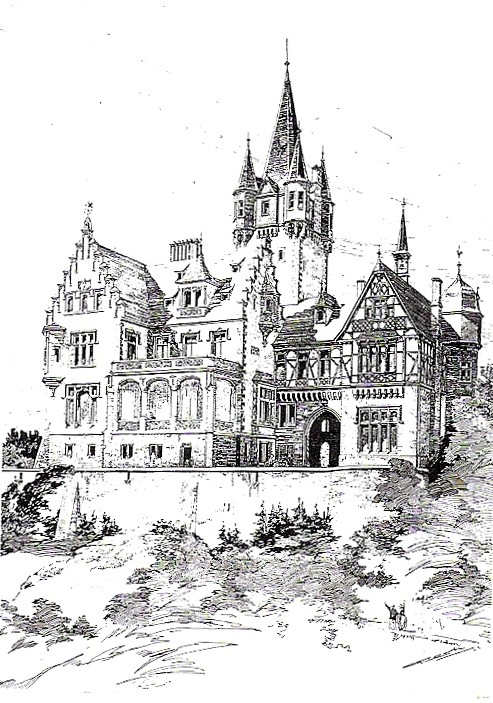
Villa Andreae 1899

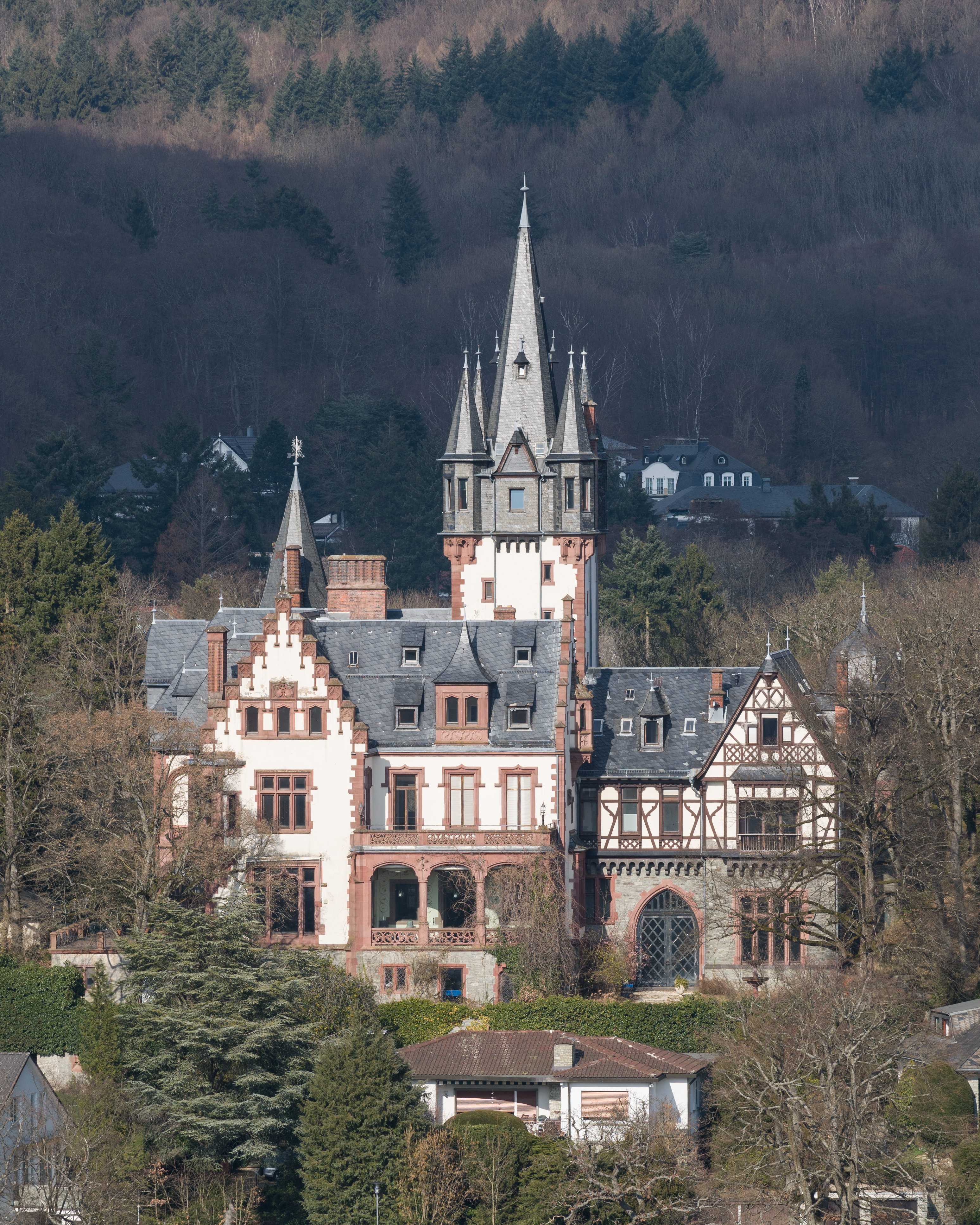
Villa Andreae von der Burg Königstein aus gesehen (2022)

Die Villa Andreae ist ein denkmalgeschütztes Wohn- und Bürohaus, das durch seine Alleinlage auf der Kuppe des Gaisberges gegenüber der Burg Königstein stadtbildprägend für Königstein im Taunus ist.

## Geschichte
Die Villa Andreae wurde 1891 für den Frankfurter Bankier Albert Andreae de Neufville erbaut. Architekt war der königliche Baurat Franz von Hoven (1842–1924). Das Haus verfügt über 29 Zimmer und 1520 Quadratmeter Wohn- und Nutzfläche.
Rund um das Haus erstreckte sich ein Park mit 20.000 m² Fläche, der vom Gartenarchitekten Heinrich Siesmayer angelegt wurde.
Am Fuß des Gaisbergs befand sich am östlichen Ende der Theresenstraße ein Stallgebäude mit Kutscher- und Portier-Wohnung, am westlichen Ende der Theresenstraße steht noch eine Kraftwagen-Garage mit Wohnung im Obergeschoss; in dem Gelände zwischen diesen Baulichkeiten bestand ein Fischteich. Ein ehemaliges Gärtnerhaus steht noch in der Herrnwaldstraße auf der gleichen Höhe wie das schlossähnliche Haupthaus. Auf dem Anwesen Fuchstanzstraße 18 steht noch ein Pavillon mit einem Rest der ehemaligen Einfriedung der Villa Andreae.
Albert Andreae de Neufville verkaufte das Haus 1927. Im Zweiten Weltkrieg war dort ab 1942 ein Lazarett eingerichtet. Ab 1946 war der evangelische Verein für Innere Mission erst Pächter, dann Eigentümer des Gebäudes. Die Villa Andreae beherbergte von 1946 bis 1987 ein Schülerheim des Vereins.
Die Villa diente 2009 als Außenkulisse für den Jugendfilm Hanni & Nanni.

## Nutzungsgeschichte ab 1987
1987 kaufte der Immobilienunternehmer Jürgen Schneider das Baudenkmal für fünf Millionen DM und ließ es für 30 Millionen DM aufwändig sanieren. Er nutzte es von 1989 bis zu seiner Aufsehen erregenden Milliardenpleite 1994 als repräsentativen Firmensitz seiner Immobiliengruppe. Nach Konkurs und Flucht Schneiders wurde die Villa Andreae im Oktober 1997 an den neuen Eigentümer, den Software-Unternehmer Hartmut Lademacher verkauft. Einer Zwangsversteigerung entging das Anwesen, da das Höchstgebot von 9,5 Mio. DM und der Schätzwert von 15 Mio. DM zu weit auseinanderlagen. Nachdem Lademacher seinen Firmensitz nach Bad Homburg vor der Höhe verlegt hatte, wurde das Objekt Ende 2009 für 9,8 Millionen Euro zum Verkauf angeboten. Anfang 2016 erwarb der Geschäftsmann Zhu Weiping aus Hongkong das Anwesen. 2022 wurde die Villa erneut zum Verkauf angeboten.
Seit 2023 hat die Villa wieder einen neuen Besitzer und ist bewohnt.

## Bilder

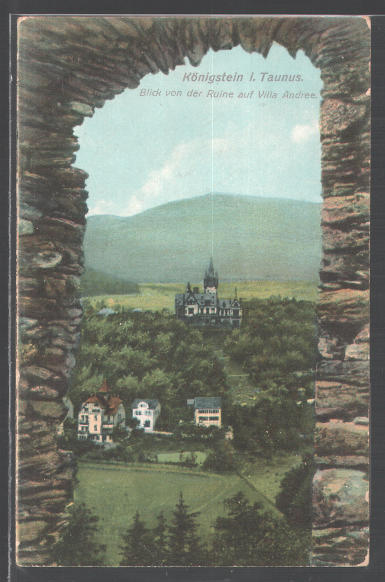
Ansichtskarte (Anfang des 20. Jh.)
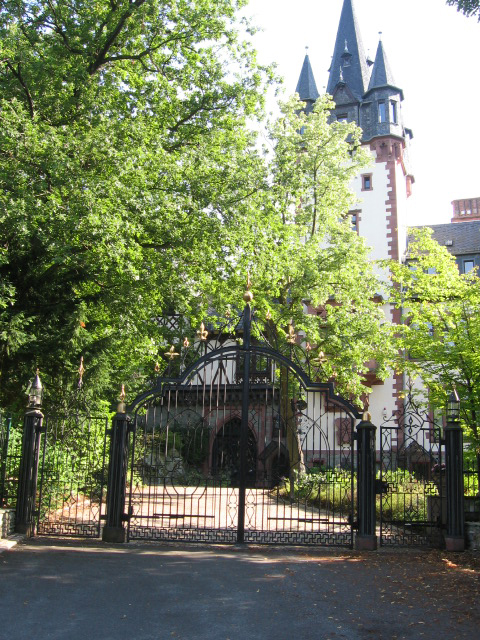
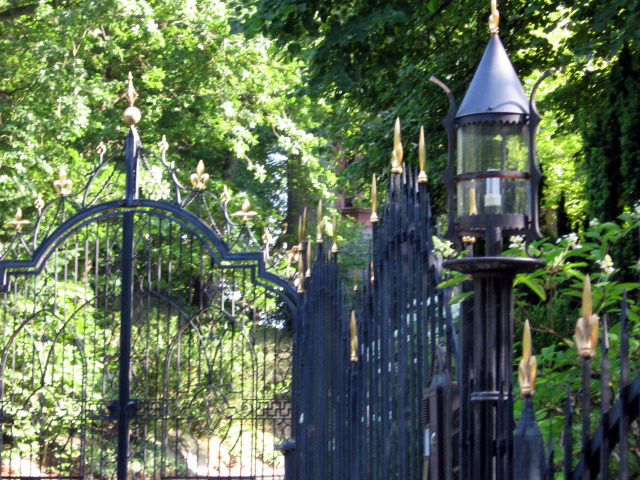
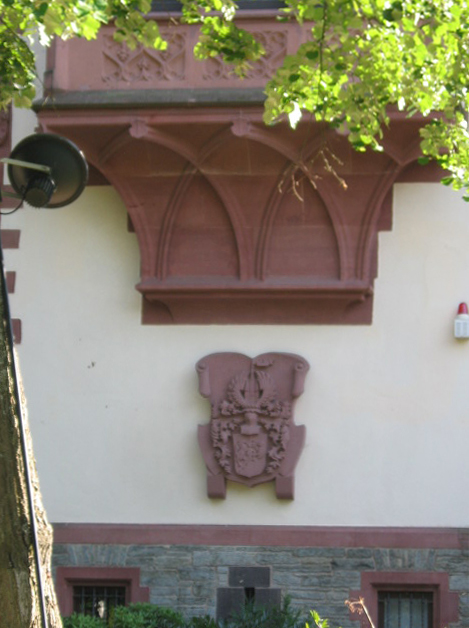
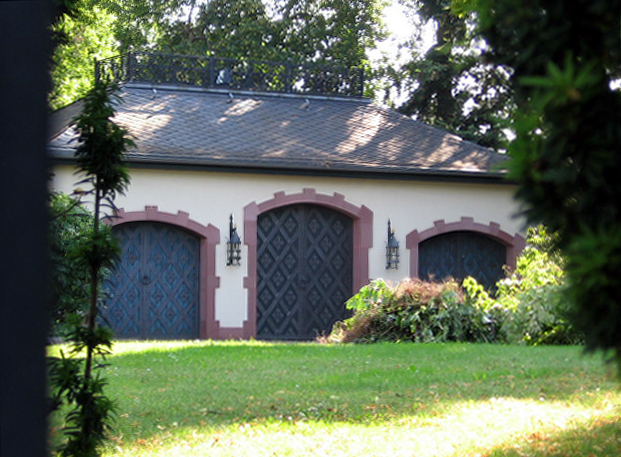
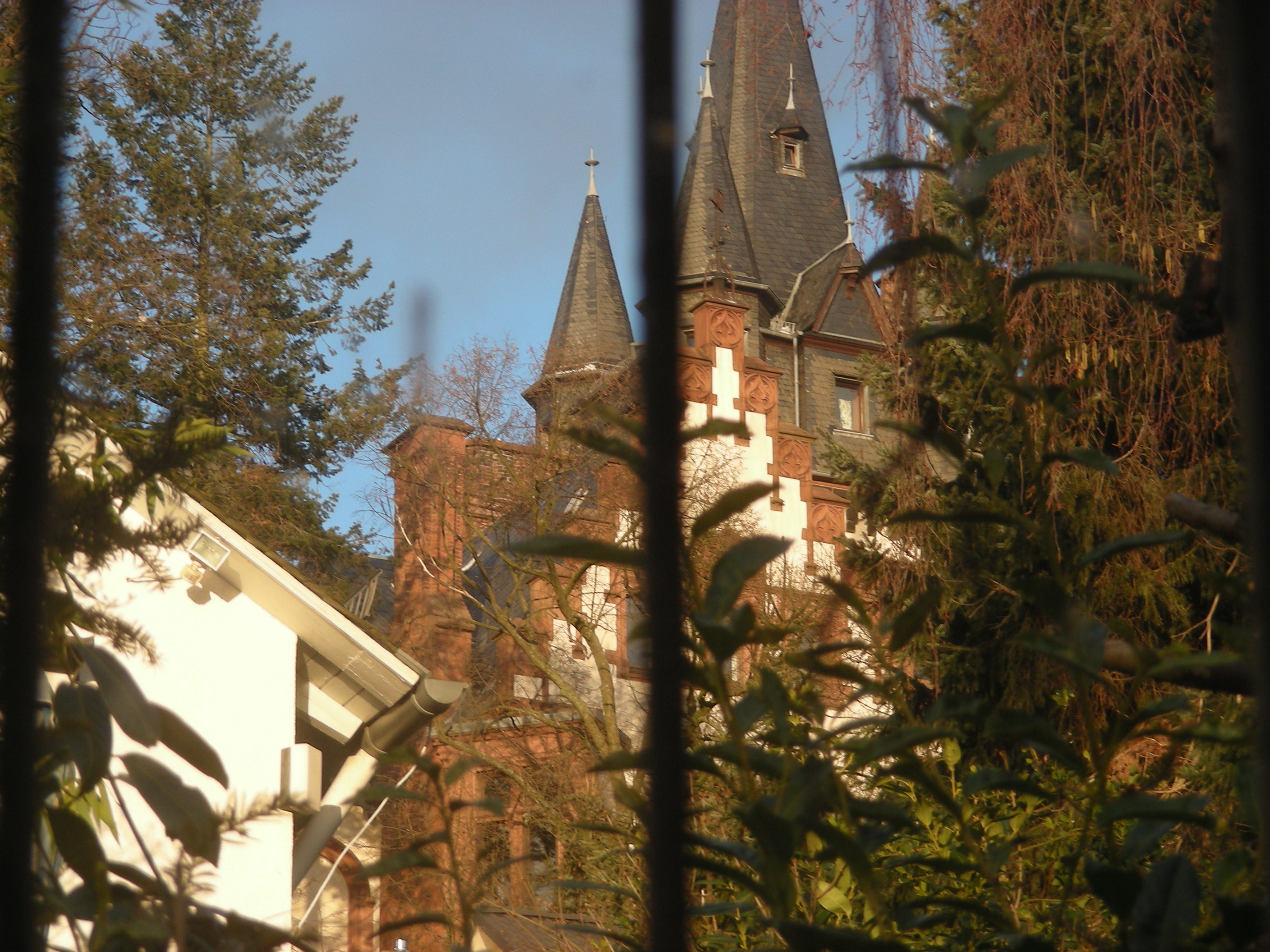
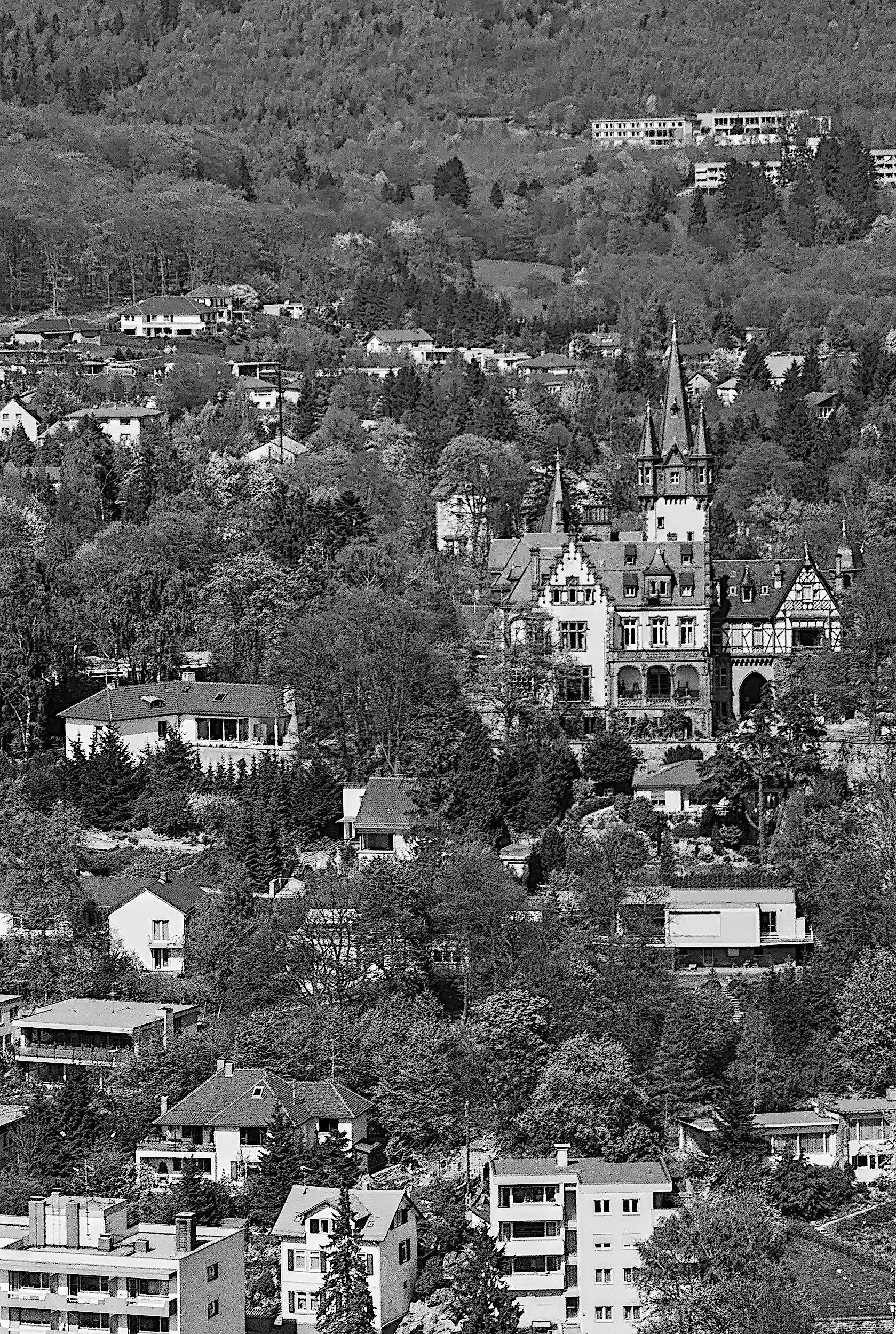
Villa Andreae, gesehen von der Burg (1974)